# Кантемір Василь Миколайович
Василь Миколайович Кантемір (псевдо: «Остап», «Деркач», «Денис»; 1922, с. Валява, нині Кіцманський район — середина 1980-х, Кривий Ріг) — діяч ОУН (б), ройовий, керівник боївки, згодом керівник Кіцманського районного проводу Буковинської округи ОУН (б).

## Дитячі та юнацькі роки
Василь Кантемір народився 1922 року у селі Валява, нині Кіцманський район Чернівецької області, Україна (тоді Румунія) у родині Миколи Андрійовича Кантеміра та Домни Георгіївни Радиш. Сім'я жила бідно, тому 1925 року батько Василя виїхав на заробітки до Сполучених Штатів Америки, де згодом помер.
Мати Домна з двома синами перебираються до своєї матері Марії Радиш у село Шубранець, де фактично і виріс Василь. 1929 року Домна Георгіївна вдруге виходить заміж — за мешканця села Валява Миколу Георгійовича Сопка. Однак стосунки з вітчимом у Василя не склалися, вони часто не знаходили спільної мови та сварилися.
У Шубранці Василь Кантемір пішов до місцевої початкової школи, де провчився чотири класи. Працював на господарстві своєї матері та одночасно опанував професію — навчився виробляти парубкам різноманітні модні зачіски (як тоді говорили, був «фризієром»).
Особливу роль у формуванні світогляду Василя відіграв осередок Організації українських націоналістів, який виник у селі напередодні війни та об'єднував близько двох десятків молодих хлопців.
1943 року румунська окупаційна влада провела серію арештів українських націоналістів на території сучасних Кіцманського та Заставнівського районів Буковини. Зокрема, у Шубранці було викрито осередок ОУН, який складався з 12 осіб. Усіх їх було заарештовано та засуджено на різні терміни ув'язнення.

## У бандерівському підпіллі Буковини

### Вступ до ОУН (б)
Діяльність у селі осередку ОУН пробудила у Василеві Кантемірові національні почуття та бажання боротися за волю України. Хоча на той час румунською владою не було доведено його приналежність до українського націоналістичного підпілля, однак, за свідченням очевидців, вже навесні 1944 року після зайняття Чернівецької області Червоною армією Василь Кантемір перебував у тісному зв'язку з ОУН (б).
З появою у представників радянської влади Василь Кантемір перейшов на нелегальне становище, і близько місяця переховувався у Шубранці. Одного разу до помешкання Кантеміра прийшла жителька села Євгенія Кушнірюк-Побуцька-«Бджілка», яка запросила його увечері прийти до хати Домни Шкрети, де з ним хотіли переговорити якісь люди.
Коли Василь прийшов до зазначеного дому, там його зустріли двоє повстанців: Василь Понич-«Шуліка» та Василь Маланчук-«Ситий». «Шуліка» запропонував Василю Кантеміру приєднатися до бандерівського підпілля для продовження збройної боротьби проти радянської влади, на що останній погодився. Тоді ж Василеві Кантеміру було присвоєне його перше псевдо — «Деркач».
У хаті Домни Шкрети повстанці переховувалися приблизно три дні, після чого усі троє пішли до лісу поблизу села Васловівці, куди через два дні прибула боївка ОУН на чолі з Мирославом Гайдуком-«Федором». Останній прийняв Василя Кантеміра до складу боївки та призначив його у чоту «Гайворона», видавши німецький карабін та 30 набоїв до нього.
Однак боївку дуже швидко було виявлено органами НКВД.
Починаючи з червня 1944 року у Васловівцях та сусідніх селах Хотинського та Садгірського районів почастішали акції підпільників. У зв'язку з цим, до вказаних теренів було направлено оперативну групу та 2 взводи 190-го батальйону військ НКВД, які здійснили прочісування лісового масиву поблизу села Васловівці. Під час операції було вбито одну особу, поранено двох та затримано восьмеро членів чоти «Гайворона». З показів арештованих та захоплених документів було встановлено, що група «Гайворона» нараховує близько 150 осіб та нещодавно передислокувалася до Садгірського району. Тому органами радянської держбезпеки було заплановано на 13-14 червня 1944 року чергову операцію з прочісування лісів Садгірського та Хотинського районів силами оперативної групи Відділу з боротьби з бандитизмом та 190-го батальйону військ НКВД в кількості 400 солдатів, перед якими було поставлено завдання повної ліквідації чоти «Гайворона».
У результаті спецоперації, як вказується у спецповідомленні Управління НКВД по Чернівецькій області від 19 червня 1944 р. № 115, було ліквідовано групу «Гайворона» у кількості 71 особи, знищено самого «Гайворона», а також вилучено зброю, велику продовольчу та речову базу, ряд документів, які представляють оперативний інтерес: список особового складу групи по псевдах, список закріпленої зброї та наявність боєприпасів, вилучені групою документи під час нападів на «радянський актив» та військовослужбовців.
Втративши зв'язок з повстанцями, Василь Кантемір повернувся до рідного Шубранця, де переховувався у своєму будинку у сараї до осені 1944 року. Однак восени він випадково удруге зустрівся з «Бджілкою», яка відвела його до боївки Костянтина Майданського-«Юрася».

### У складі боївки «Юрася»

«Остап» (Василь Кантемір), референт СБ Заставнівського районного проводу «Макар» (Паращук Василь) та провідник Садгірського районного проводу «Юрась» (Костянтин Майданський)

Загальне керівництво боївкою «Юрася», яка на той час нараховувала близько 20 повстанців, здійснював Іван Северин-«Скригун». Від нього Василь Кантемір отримав зброю та завдання займатися мобілізацією та залученням нових вояків до повстанських боївок. З цим завданням Кантемір повернувся до Шубранця. У жовтні-листопаді 1944 року до рідних сіл Буковини поверталися ті, хто під час війни перебував в ув'язненні або на примусових роботах на території Румунії.
Обійшовши навколишні сіла, Василь Кантемір зміг залучити до підпілля 11 хлопців. У грудні 1944 року «Скригун» призначив його ройовим. Узимку 1944–1945 років боївка «Юрася» постійно рухалася територіями Заставнівського та Садгірського районів, заходячи до сіл, нападаючи на будівлі сільських рад, знищуючи документацію та споруди, ліквідовуючи найактивніших вислужників режиму з числа місцевих мешканців. Зокрема, у грудні 1944 року в селах Онут, Дорошівці, Василів, Кадубівці та Борівці було ліквідовано 16 осіб, з яких двоє голів сільрад та один уповноважений радянського Міністерства заготівель, здійснено напад на лікеро-горілчаний завод та контору радгоспу, а також спалено документи та будівлі у трьох сільських радах.
Протягом зими 1945 року до боївки «Юрася» долучилися нові вояки.
На початку березня 1945 року, коли боївка перебувала поблизу села Самушин, у її розпорядження прибув референт пропаганди Буковинського проводу ОУН Іван Лесів-«Олег» з особистою охороною. За його участі боївку «Юрася» було розділено на дві чоти, командирами яких призначено Василя Кантеміра-«Деркача» та «Славуту». Чота «Деркача» об'єднувала у своєму складі два рої під керівництвом «Лиса» та «Ворона». Під час поділу боївки та з нагоди річниці Тараса Шевченка «Олег» виступив перед особовим складом боївки, у якій закликав стрільців до самовідданої боротьби за Самостійну Україну.
Упродовж наступних двох тижнів кількісний склад боївки «Юрася» зріс до 68 чоловік.
У середині березня 1945 року боївка прийшла до села Колінківці Хотинського району та зупинилася на постій у крайніх хатах. Уранці наступного дня до села прибули війська НКВД, з якими повстанці вступили у бій, унаслідок якого було убито 1 енкаведиста, 2 бійців винищувальних батальйонів та 1 голову сільради та здобуто 2 гвинтівки, пістолет ТТ та наган.
Після бою боївка «Юрася» відійшла до села Добринівці, де близько 11-ї години її наздогнав ще один загін енкаведистів. Після кількагодинного бою повстанці змушені були відступати, втративши загиблими 28 та полоненими 11 осіб. За радянськими даними унаслідок боїв 19-21 березня 1945 року начебто було знищено та взято у полон основну частину боївки «Юрася», а її залишки мілкими групами розсіялися та зникли, і їхні пошуки тривають. Але фактично, близько 30 підпільникам вдалося вирватися з оточення. Втрати енкаведистів становили 5 осіб.

### Керівник боївки
Після виходу з оточення уцілілим повстанцям не вдалося зберегти організаційну єдність. Частина вояків втратила зв'язок з керівником боївки «Юрася» і змушена була самостійно переховуватися неподалік рідних сіл. Водночас, основній групі підпільників, чисельністю близько 20 осіб, через село Васловівці вдалося відступити до Шубранця. У селі група розділилася: частина її перейшла у гори, а інша — до Чорного Потоку і далі до села Онут.
Там, відірвавшись від переслідувачів та трохи відпочивши, повстанці знову заходилися збирати боївку, у якій станом на травень 1945 року налічувалося лише 8 бійців, та повертати назад уцілілих підпільників.
Провідником Заставнівського надрайонного проводу ОУН Георгієм Кушніриком-«Кирилом» було змінено керівництво боївки: замість «Юрася», якому було наказано збирати собі іншу боївку, групу очолив Рудольф Морховецький-«Кліщ» як найбільш досвідчений серед повстанців. Однак, як згадував останній:
|  | «Кирило» відкликав у сторону мене і «Деркача» і нам сказав, що фактичним керівником боївки буде «Деркач», але оскільки його хлопці недолюблюють, то перед хлопцями командиром буде «Кліщ». Я самостійно керувати боївкою не міг, бо не мав достатньо досвіду і був зовсім незнайомий із місцевістю Заставнівського району, тоді як «Деркач» добре знав ці краї. Тому ми командували боївкою разом. «Деркач» віддавав накази мені, а я доводив ці накази до бовїки, щоб створити видимість, що командую боївкою я, а не «Деркач». |

#### Зрада та оточення у селі Чорний Потік

Василь Кантемір-«Остап».

Під час перебування у Добринівському лісі Кантемір з групою підпільників, чисельністю у 14-17 чоловік, пішов до села Топорівці. Однак 8 або 9 червня у Топорівському лісі, коли група зупинилася у ярку, щоб напитися води, агенти НКВД Микола Михайлюк-«Байда» та Василь Кочан-«Голуб», котрі перебували у складі боївки, несподівано відкрили вогонь по повстанцях. Убивши двох підпільників-новачків, зрадники зі зброєю у руках утекли. Під час сум'яття частина повстанців також розбіглася врізнобіч, вважаючи, що потрапили до енкаведистської засідки. Лише через два дні в умовлене місце збору повернулися стрільці Іван Мартинюк-«Береза», Іван Житарюк-«Грізний» та Діонізій Кравчук-«Грім».
За кілька днів боївка у складі Кантеміра-«Деркача», «Кліща» та ще 5 стрільців пішла до Чорного Потоку з метою відшукати там ще двох підпільників — «Чорногору» та «Явора». Як згадує «Кліщ», після нічлігу у селі Добринівці, на світанку 21 червня 1945 року група полем підійшла до Чорного Потоку та зупинилися у стайні одного господаря. Приблизно о 10 годині ранку місце постою оточили бійці винищувального батальйону. Однак повстанці відкрили кулеметний вогонь та під його прикриттям по одному почали відходити. У результаті бою підпільники зазнали чергових втрат: було вбито стрільця «Козака», поранено стрільця «Грома», а «Кліщ» потрапив у полон; решта відступили неушкодженими.
Надалі боївка знову відійшла до Добринівського лісу. Там до неї приєдналася група «Когута», разом з якою підпільники провели акцію у селі Горішні Шерівці, де спалили місцевий спиртзавод, для якого відбирали картоплю у селян зі усього району. Після акції боївка «Деркача» мала знищити у селах Топорівці та Раранча місцеві колгосп та радгосп. Однак, унаслідок того явки стрільців «Берези» та «Грізного» з повинною до Садгірського райвідділу НКВД, акція не була проведена.
Станом на 1 вересня 1945 року боївка складалася лише з 5 осіб і, повністю припинивши теракти, пішла у глибоке підпілля.

### Керівник Кіцманського районного проводу

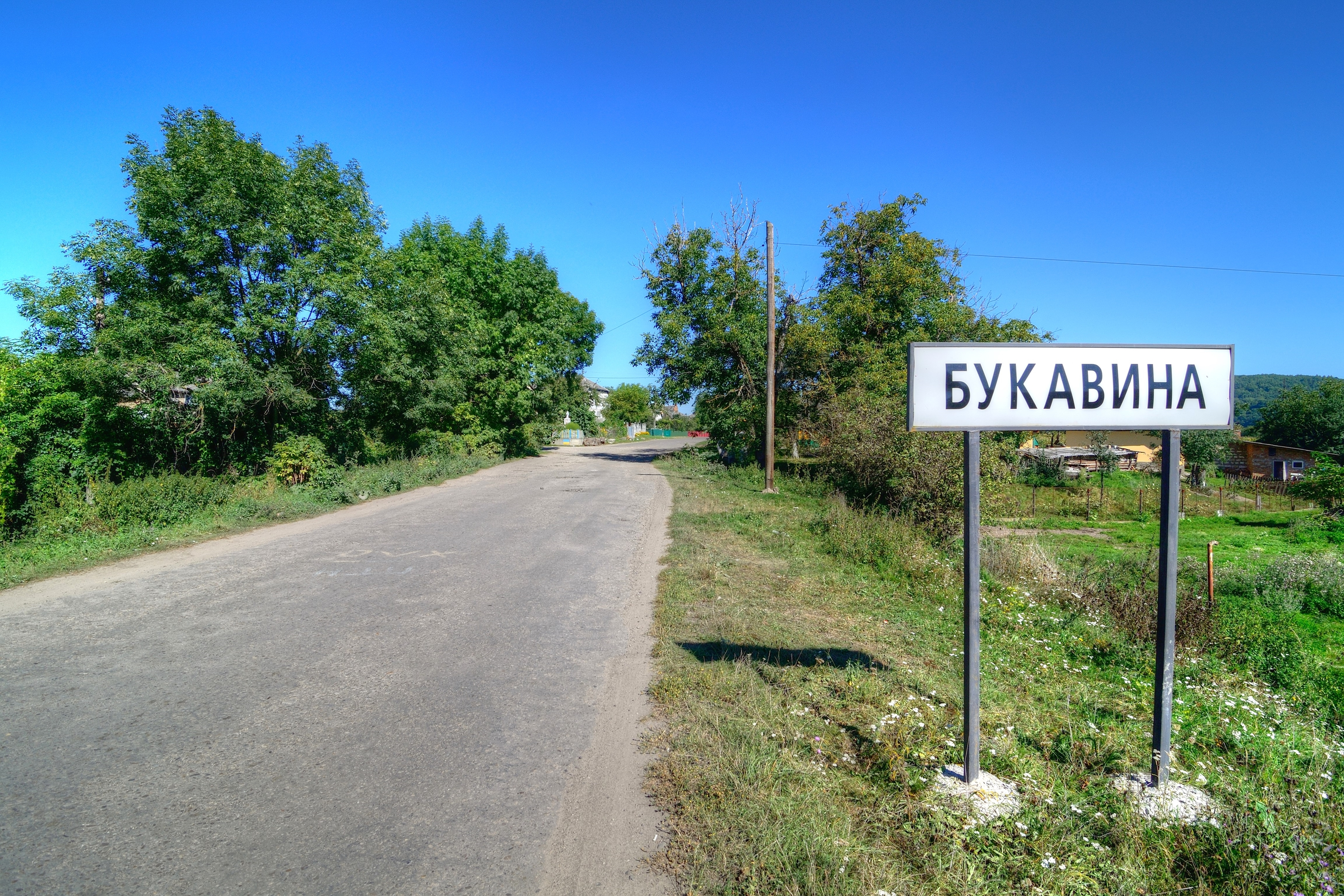
На фото: керівник Запрутського надрайонного проводу «Кобзар» (Мензак Іван) (6), його охоронець «Когут», пізніше — провідник Заставнівського районного проводу ОУН (7), референт СБ Буковинського окружного проводу «Кривоніс» (2) з охоронцем «Морозом» (3), референт СБ надрайонного проводу «Макар» (Паращук Василь) (1) з охоронцем «Скорим», пізніше — провідник Садгірського районного проводу (10), провідник Кіцманського районного проводу «Остап» (12) з охоронцем «Василем» (4), кущовий «Максим» (5) та його охоронець «Пугач» (8), кущовий «Заєць» (13), бойовик охорони «Комара» «Ванька» (11) та бойовик охорони «Карого» «Вітер» (9).

Наприкінці березня 1946 року провідник Заставнівського (Запрутського) надрайону ОУН Іван Северин-«Скригун» призначив Василя Кантеміра провідником Кіцманського районного проводу ОУН, присвоївши йому нове псевдо — «Остап».
Однією з головних проблем, з якою стикнувся новопризначений керівник, була фактично повна руйнація організаційної структури районного проводу після відходу його попереднього керівника Олександра Федірчика-«Тараса». Спроби повернути до спільної роботи попередніх керівників підпілля Івана Гордея-«Бориса» та Георгія Скорейка-«Гриця» успіху не мали. З огляду на це, першочерговим завданням Василя Кантеміра стало налагодження підпільної організаційної мережі та зв'язків.

#### Діяльність Кіцманського районного проводу
Практично увесь час Василя Кантеміра як керівника Кіцманського районного проводу ОУН було присвячено проведенню по селах розвідки, поширенню листівок, збору коштів на бойовий фонд ОУН через поширення бофонів, а також проведенню роз'яснювальної роботи серед населення. Крім того, здійснювалася розбудова підпільної мережі, залучення до Організації нових членів, самонавчання, виконання вказівок зверхників та підготовка звітів, а також вирішення різного роду побутових питань.
Щоквартально відбувалися зустрічі районних провідників з керівником надрайону, переважно на території Садгірського або Заставнівського районів. Під час таких зустрічей відбувався обмін важливою розвідувальною інформацією, отримання агітаційних матеріалів тощо.
«Остапові» вдалося створити чітку розгалужену підпільну мережу, за допомогою якої у будь-якому селі були люди, у яких можна було зупинитися на постій та отримати необхідну інформацію. Районна мережа Кіцманського проводу нараховувала до двох сотень зв'язків повстанців. Крім того, підтримувалися зв'язки з низкою керівників сільських органів влади та навіть працівниками місцевої міліції. Зокрема, активну допомогу підпіллю надавав голова сільради села Борівці Володимир Федоряк, заступник голови сільради села Ставчани Василь Курелюк, секретар Витилівської сільради Василь Савчук та багато інших.
Одним з важливих завдань була заготівля продуктів харчування на зиму. Також підпільники періодично допомагали людям з цивільної мережі.
Однак основною роботою підпільної мережі ОУН Кіцманського району було проведення ідеологічної роз'яснювальної роботи, критика дій більшовицької влади та популяризація ідей незалежної України, які відбувалися, найчастіше, у формі проведення бесід, а також через поширення листівок.
Для друку листівок було організовано декілька підпільних друкарень: у селі Валява у хаті Василя Суша, у селах Ставчани та П'ядиківці.

#### Повстанські акції Кіцманського районного проводу

«Остап» серед групи повстанців Буковини. У першому ряду сидять зліва направо: «Славко», «Макар», «Борець». У другому ряду стоять: «Вітер», «Заєць», «Мирон», «Остап», «Карий».

Важливою складовою опору радянському режиму були безпосередні військові дії, знищення представників радянської влади та їхніх посібників з числа місцевого населення. Найперше об'єктами розправ повстанців були працівники НКВД та МГБ, партійні діячі, уповноважені з хлібозаготівель, керівники сільрад, міліціонери та бійці винищувальних батальйонів.
28 липня 1946 року четверо повстанців вчинили напад на Шишківську сільраду, де відбувалася нарада сільського активу за участю уповноважених районного комітету КП(б)У з питання державних поставок та колективізації. Підпільники здійснили кілька пострілів по учасниках наради, після чого ті розбіглися, а потім проникли до приміщення сільради та підпалили його.
15 серпня 1946 р. у селі Малятинці було убито воєнрука місцевої школи Георгія Погребницького.
18 вересня 1946 року було ліквідовано заступника Голови райвиконкому з держзабезпечення Василя Лупула.
1 жовтня 1946 року у селі Шишківці було убито голову сільпо Івана Фолібогу.
11 жовтня 1946 року у селі Южинець було роззброєно 3-х бійців винищувального батальйону, у яких відібрали 2 гвинтівки та автомат.
Уночі 14 грудня 1946 року у селі Малятинці пограбовано магазин.
5 січня 1947 року подібна доля спіткала інструктора політвідділу Кіцманської МТС Івана Чеснока.
У ніч на 10 квітня 1947 року у селі Давидівці роззброєно 4-х бійців винищувального батальйону, у яких відібрано 1 ручний кулемет, 1 гвинтівку СВТ та 2 російські карабіни.
18 квітня 1947 року у селі Шишківці роззброєно 5-х бійців винищувального батальйону, у яких відібрано 3 автомати та 2 гвинтівки, крім того вбито (задушено) старшину батальйону Василя Савку.
У ніч на 15 липня 1947 року у селі Ставчани убито члена сільради Василя Тоденюка, який доносив органам радянської держбезпеки на членів ОУН.
У ніч на 24 липня 1947 року у селі Валява ліквідовано голову сільради Миколу Скрипничука.
У ніч на 7 серпня 1947 року у селі Ставчани було пограбовано магазин.
У ніч на 27 вересня 1947 року у селі Южинець було пограбовано магазин.
8 або 10 жовтня 1947 року у селі Хлівище підпільниками було виявлено «стрибка» Івана Штефанюка, у якого відібрано автомат та 34 бойових патрони.
У ніч на 4 листопада 1947 р. у селі Іванківці знищено уповноваженого Міністерства заготівель з держпостачань Петра Вертипряха.
4 грудня 1947 р. у селі Киселів було убито кандидата у депутати Чернівецької обласної ради Олену Задорожну. Хоча «Остап» на слідстві заперечував свою причетність до цієї акції, однак слідчі усе-рівно приписали йому її планування.
На думку радянських органів держбезпеки як районний керівник ОУН Василь Кантемір очолював та брав безпосередню участь у понад 20 терактах.

##### Помста за видачу «Гонти»
На початку серпня 1946 року «Остап» отримав вказівку помститися за зраду, унаслідок якої загинув колишній провідник Кіцманського районного проводу ОУН Дмитро Глатович-«Гонта». У ніч на 9 серпня Василь Кантемір разом з повстанцями Василем Федюком-«Матросом», Володимиром Бойчуком-«Вишнею» та Георгієм Федоряком-«Борцем» прийшов до хати, у якій було убито «Гонту» та підрайонову (за іншими даними — організаційного референта районного проводу) Марію Ластівку-«Мурашку». Господар дому перебував на заготівлі дрів, вдома перебували лише його дружина та мати, які у 1945 році видали «Гонту». Мати, Євгенію Федорюк, стратили прямо на подвір'ї хати, а дружину, Стефанію Федорюк, відвели до села Задубрівка у дім Олени Завадської, де «Остап» здійснив її допит. Під час допиту Стефанія Федорюк повідомила, що саме вона повідомила про «Гонту» голові сільради Василеві Крикливцю, який викликав енкаведистів. Після зізнання у зраді за наказом Василя Кантеміра Стефанію Федорюк було розстріляно за селом.

##### Ліквідація Василя Крикливця

Василь Кантемір-«Остап» та машиністка Буковинського окружного проводу Савета Курчак-«Марта».

Про виконане завдання «Остап» доповів надрайонному керівнику Мирославу Сулятицькому-«Кривоносу». Однак останній, вивчивши протокол допиту Стефанії Федорюк, визначив, що до загибелі «Гонти» причетний також голова сільради (за деякими документами — голова колгоспу) Василь Крикливець, а тому наказав «Остапу» ліквідувати і його.
16 вересня 1946 року Василь Кантемір та ще 7 підпільників зібралися у стодолі Василя Крикливця, у якій пробули до вечора 17 вересня. О 22 годині повстанці зайшли до хати Крикливця, де у цей час перебувала тільки його жінка. Підпільники обшукали хату та горище, вручив жінці Крикливця наказ, підписаний референтом СБ «Котом» та вийшли, наказавши зачинити за ними двері та не виходити з хати. Коли Василь Крикливець повернувся додому з контори сільради, повстанці взяли його під руки та повели через двір на город. На крик жінки Крикливця прибігли «стрибки» та почали стрілянину, однак підпільники кількома пострілами розігнали їх. Самого Василя Крикливця городом завели до будівлі сільради, зв'язали та за вироком повстанського трибуналу розстріляли, повигортали зі столів та шаф усі документи сільради та підпалили.
Після цього повстанці спалили колгоспну контору та колгоспну стодолу з сіном, вбивши сторожа Євгена Крикливця. Після підпалу стодоли один з повстанців підбіг до скирти соломи, яка знаходилася на відстані 100–150 метрів від стодоли, та підпалив її.
Після цього повстанці зникли з села та, розділившись, відійшли врізнобіч.
Для виявлення боївки радянськими органами було залучено агентуру, зроблено засідки та вислано дві групи з боку сіл Шубранець та Валява та по дорозі до ріки Прут, однак це не принесло ніяких результатів.
Брак роз'яснювальної роботи серед населення стосовно причин ліквідації Крикливця було використано радянською владою для проведення протиповстанської агітаційної роботи. Акція згодом обросла великою кількістю чуток та взаємних звинувачень між прихильниками та противниками бандерівців. Навіть серед дослідників історії Кіцманщини виникла версія, що акцію було вчинено агентурно-бойовою групою НКВД.

##### Помста за загибель кущового «Дуба»
Під час проведення наприкінці липня (за іншими даними у серпні) 1946 року акції у селі Шубранець, повстанці влаштували засідку біля хати, де ночував голова сільради Василь Ластівка, маючи намір провести з ним розмову щодо ситуації у селі та його ставлення до місцевих мешканців. Дочекавшись, коли Ластівка прийшов на нічліг, підпільники близько другої години ночі постукали у двері. Після відмови господині відчинити, вони висадили двері та обшукали хату, знайшовши під ліжком чоловіче взуття. Сам Василь Ластівка тим часом сховався на горищі, озброєний гвинтівкою, і коли стрілець «Дуб» поліз драбиною перевірити горище, Ластівка пострілом упритул вбив його, вискочив на вулицю та утік у напрямку будівлі сільради. Користуючись темрявою, він повернувся назад разом з бійцями винищувального батальйону. Зав'язався бій, і повстанці, які намагалися забрати тіло убитого «Дуба» для поховання, змушені були полишити його та відступити.
14 вересня 1946 року Шубранці перебував уповноважений райкому КП(б)У, директор Садгірського райхарчокомбінату Захар Безбожний, який за завданням районного комітету КП(б)У проводив у приміщенні сільради збори з селянами з питань здачі хлібопоставки. Після закінчення наради за його пропозицією він та керівництво села пішли з сільради у напрямку будинку кооперації. У цей час «Остап» з одним чи двома повстанцями улаштували засідку поблизу дороги у стайні жительки села Марії Журпівської. Звідти вони о 22:00 автоматним та гвинтівочним вогнем вбили Безбожного та важко поранили Василя Ластівку та дільничного міліціонера Петра Попкова, які померли того ж дня.
1 листопада 1947 року у тому числі за проведення цієї акції Василя Кантеміра було нагороджено Бронзовим Хрестом бойової заслуги.

##### Помста за загибель «Вовка»
6 грудня 1946 року, коли бойовик особистої охорони Василя Кантеміра Юрій Маринович-«Вовк» квартирувався у селі Ошихліби, господар хати Устим Мацієвич видав його голові сільради, який викликав енкаведистів з райвідділу та бійців винищувального батальйону. Під час спроби втечі повстанця було важко поранено, і після другого оточення він застрелився з власного пістолета.
За фактом зради підпіллям було проведено розслідування, за результатами якого надрайонний провідник Іван Мензак-«Кобзар» віддав наказ «Остапу» ліквідувати голову сільради села Ошихліби Івана Ілюка та родину Мацієвичів, які видали «Вовка».
У ніч на 13 травня 1947 року за розпорядженням Василя Кантеміра четверо повстанців прийшли до хати голови сільради Івана Ілюка. Однак удома знаходилися тільки його дружина Марафта та дочка Штефанія, котрі були знищені підпільниками. Будинок з усіма надвірними спорудами було спалено. Далі група перейшла до будинку Мацієвичів, де ліквідувала Устима Мацієвича та його дружину Домну, а хату разом з усім майном також спалила.

### Зрада кущового «Хмари»

Василь Паращук-«Макар» (референт СБ Запрутського надрайонного проводу ОУН) та Василь Кантемір-«Остап» (провідник Кіцманського району ОУН).

На початку 1946 року референт СБ Буковинського окружного проводу ОУН Мирослав Сулятицький-«Кривоніс» запропонував Василеві Кантеміру взяти одним з кущових Кіцманського району Семена Маєвського-«Хмару», на що той погодився. Пізніше, наприкінці серпня або на початку вересня на зустрічі у Васловівцівському лісі з провідником Заставнівського (Запрутського)надрайону Буковинської округи ОУН «Скригуном», останній призначив «Хмару» кущовим над селами Старі та Нові Мамаївці, Лужани, Шипинці, Берегомет та Дубівці.
За два-три тижні по тому «Хмара» разом з «Остапом» узяв участь у відплатній акції у селі Витилівка, коли було ліквідовано голову сільради Василя Крикливця.
Приблизно у середині жовтня 1946 року, коли Василь Кантемір та «Хмара» переховувалися у селі Старі Мамаївці Кіцманського району на горищі хати Рахілі Григоращук, їхній сховок було оточено озброєними солдатами, які запропонували їм здаватися без бою. Однак «Остап», кинувши гранату, вискочив через паркан та утік за допомогою коня, якого отримав від Дмитра Онищука. Поранений «Хмара» залишився на горищі.
Про цю подію Василь Кантемір доповів референту СБ Буковинського окружного проводу «Кривоносу», який наказав референту СБ Заставнівського (Запрутського) надрайонного проводу Василеві Паращуку-«Макару» провести розслідування. З цією метою «Макар» допитав Василя Кантеміра у Горошівському лісі, а потім протягом чотирьох днів допитував Рахіль Григоращук, її подругу Марію Петрюк та заступника голови сільради Крачука. Жінки дали свідчення, якими підтвердили показання «Остапа», а крім того зізналися у тому, що були завербовані органами МВС для виявлення бандерівських підпільників, проте завдання не виконували і нікого не видали. Крім того, вони повідомили, що напередодні оточення Василя Кантеміра «Хмара» прийшов до них з групою озброєних людей та запитав про «Остапа». Прийнявши цих людей за повстанців, жінки повідомили про те, що «Остап» переховувався у хаті Рахілі Григоращук, і таким чином Василя Кантеміра було виявлено енкаведистами. Після цього жінкам зав'язали очі, відвели назад до Мамаївців та відпустили.
Після того було допитано заступника голови сільради Кравчука, який заперечив свою причетність до агентури МГБ. Однак, у зв'язку з тим, що останній знав про допит Рахілі Григоращук та Марії Петрюк і міг видати частину повстанської мережі, повстанці змушені були ліквідувати його.
Певний час «Остап» вважав, що «Хмара» під час того бою здався органам МГБ та залишився працювати на них. Однак через місяць від Григорія Антонюка-«Мороза» або «Кривоноса» він дізнався про справжній розвиток подій. Ще раніше «Хмара» був поранений у руку, у зв'язку з чим попросив свою дружину підготувати йому схрон у будинку, де він міг би лікуватися. Але жінка замість цього повідомила органи МГБ, які зробили засідку та упіймали «Хмару».
Водночас, навколо «Хмари» та ситуації з «Остапом» спалахнула справжня «війна» між районними відділами МГБ та МВС. У провалі операції з ліквідації Василя Кантеміра чекісти звинуватили працівників МВС, котрі перехопили їхнього агента «Хмару» та невдало використали, тим самим завдавши шкоди усій роботі чекістів з виявлення антирадянського підпілля у Кіцманському районі. Як зазначається у довідці про результати агентурно-оперативної роботи управління МГБ Чернівецької області з ліквідації підпілля ОУН за жовтень-листопад 1946 року:
|  | Хоча «Хмара» привів оперативну групу УМВС точно до місця розташування Кіцманського районного проводу ОУН, проте, внаслідок невмілих і нерішучих дій оперативної групи районний провідник «Деркач» і його помічники закидали її гранатами і зникли. При цьому «Хмара» був остаточно розшифрований перед підпіллям ОУН і втратив всіляку оперативну цінність. |

### Заходи органів радянської держбезпеки з ліквідації «Остапа»
На розшук та виявлення проводу ОУН Кіцманського району та його керівника «Остапа» були кинуті значні сили радянських органів держбезпеки. Зокрема, у 27 селах Кіцманського району налічувалося загалом 283 бійці винищувального батальйону. Станом на середину 1947 року 155 осіб перебували у агентурно-інформаторській мережі МГБ, з яких 18 було агентами, 8 — агентами-бойовиками, 122 — інформаторами і 3 резидентами. За кожним повстанцем було закріплено окремого оперативного працівника районного відділу МГБ, який здійснював заходи, направлені на його розшук та затримання.
Однак реальні здобутки чекістів значно відставали від розвитку ситуації в українському підпіллі. Зокрема, про призначення Василя Кантеміра у квітні-травні 1946 року провідником Кіцманського районного проводу радянським органам держбезпеки стало відомо лише восени того ж року від «Хмари», який також повідомив про наявну у районі підпільну структуру. Після цього нової інформації про зміну ситуації практично не надходило, про що прямо зазначалося у доповідних записках про результати агентурно-оперативної роботи Кіцманського РВ МГБ по лінії боротьби з українськими націоналістами за травень та серпень 1947 року.
У травні 1947 року було знову створено одну спецгрупу з 4-х перевдягнутих на повстанців чекістів, яка мала діяти «за розробленим планом з завданням розшуку і ліквідації учасників районного і кущового проводів ОУН». Через деякий час було створено ще 3 таких спецгруп, а у січні 1948 року — ще 4.
Щомісяця органами радянської держбезпеки влаштовувалося більше 100 різноманітних засідок, прочісувань та облав. Зокрема, у липні 1947 року було організовано 29 нічних секретів, 3 прочісування, 21 військовий секрет, 63 інших видів нарядів, 12 засідок за агентурними даними. У серпні 1947 року проведено 27 нічних секретів, 4 прочісування, 19 військових секретів, 61 наряд інших видів, 11 засідок за агентурними даними. У січні 1948 року проведено 32 нічних секрети, 7 прочісувань, 4 військових секрети, 49 нарядів інших видів, 9 засідок за агентурними даними. Однак усі ці дії не дали майже ніяких позитивних результатів.
12 липня 1947 чекістами для ліквідації Василя Кантеміра у посівах жита між селами Кліводин та Давидівці було влаштовано засідку у складі 7 бійців внутрішніх військ МГБ. Однак через помилку, якої припустився один з емгебістських командирів молодший лейтенант Немченко, підпільники смертельно поранили його автоматною чергою та під прикриттям високого жита зникли, не зважаючи на переслідування.
Одним з способів, застосовуваних для боротьби з повстанцями, було намагання схилити членів українського підпілля до явки з повинною, діючи через їхніх близьких родичів. Зокрема, ще восени 1946 року районним відділом МГБ було розроблено план виведення з підпілля колишнього провідника Кіцманського районного проводу ОУН Олександра Федірчика-«Тараса» та колишнього бойовика охорони Георгія Скорейка-«Гриця», однак відповідні спроби не принесли жодних результатів.
На початку січня 1948 року на території Заставнівського району загинув окружний референт СБ Мирослав Сулятицький-«Кривоніс», а пізніше кущовий «Карий». Унаслідок цього було втрачено зв'язок між Буковинським окружним та Запрутським надрайонним проводами ОУН.
У середині січня 1948 року емгебістами було заарештовано кохану «Остапа» Домну Коршевську-Моргоч та її матір Ірину Коршевську, а у лютому — рідного брата Василя Кантеміра Георгія.

### Останній бій Василя Кантеміра
У лютому 1948 року органами МГБ було завербовано одного зі зв'язкових «Остапа» — мешканця села Старі Мамаївці Володимира Кокоячука, якого було скеровано на розробку та фізичне знищення Василя Кантеміра та інших підпільників. На підставі повідомленої на допиті Володимиром Кокоячуком інформації, чекістами було виявлено зв'язок з підпіллям ще одного мешканця села Миколи Кокоячука, якого було негласно затримано, допитано та завербовано під псевдом «Сивий».
8 березня 1948 року «Остап» разом з провідником Садгірського районного проводу «Юрасем», кущовим провідником Георгієм Федоряком-«Борцем» та його охоронцем «Мироном» прийшли до села Старі Мамаївці на зустріч з Миколою Кокоячуком. Однак, останній повідомив чекістів про появу повстанців, і близько 5-ї години вечора до села прибула каральна група у кількості близько 25 військових. Будинок, де переховувалися підпільники, було оточено. Помітивши небезпеку, повстанці відкрили автоматний вогонь, потім кинули дві гранати та спробували вирватися з оточення. Однак вогнем оперативної групи трьох «Юрася», «Борця» та «Мирона» було вбито, а Василь Кантемір отримав тяжкі поранення.
Згідно радянського «Акту про проведення чекістсько-військової операції в с. Старі Мамаївці Кіцманського району з розгрому націоналістичного підпілля ОУН» при проведенні операції у загиблих підпільників було вилучено 3 автомати, 1 гвинтівку АВТ, 4 пістолети, 2 гранати, 280 шт. патронів, 3 шинелі, 3 польові сумки з оунівськими документами.

### В ув'язненні

Василь Кантемір-«Остап» з коханою Домною Коршевською.

Попри важке поранення — куля влучила у потилицю та вийшла біля носа — з перших же днів чекісти почали допитувати «Остапа». Зокрема, одразу на наступний день до нього підіслали колишнього повстанця — агента МГБ на псевдо «Веселий». Через стан здоров'я Василя Кантеміра повноцінне слідство розпочалося лише 24 березня 1948 року.
Головне, що цікавило слідчих — чи не можна через інформацію «Остапа» вийти на керівників інших районів чи Запрутського надрайону, а також — як знищити інших повстанців, підпорядкованих Василеві Кантеміру. Не отримавши необхідної інформації, у подальшому слідчі цікавилися підпільною мережею Кіцманського району, зв'язками «Остапа», безпосередньою участю останнього у організації підпільних акцій проти представників радянської влади. Однак, Василь Кантемір, як міг, затягував слідство: давав розлогі покази на осіб, які вже були виявлені та засуджені МГБ, або осіб, які були завербовані та залучені до співпраці з органами держбезпеки.
6 травня 1948 року слідчим було продовжено термін слідства у справі Василя Кантеміра на один місяць, до 10 червня. Однак і тоді «Остап» зберіг свої основні зв'язки у таємниці від слідства.
Обвинувальний висновок у справі Василя Кантеміра було складено 12 червня 1948 року, а 25 червня відбувся «суд», який виніс Василеві Кантеміру вирок: 25 років позбавлення волі у виправно-трудових таборах з позбавленням прав терміном на 5 років без конфіскації майна через відсутність такого.
Вирок «Остап» не оскаржував. Для відбуття покарання його було відправлено до Красноярську, далі до Норильська, а потім до Мордовської АРСР. Під час перегляду справ засуджених за «контрреволюційні злочини» у березні 1955 року та у червні 1956 року підстав для зміни вироку не знайшли.
Наприкінці 1962 року, коли Василь Кантемір відбув вже 14 років терміну ув'язнення, його дружина Єфрозина Кантемір зверталася з клопотанням про зменшення терміну ув'язення «Остапа», яке також не було задоволено. Наступного разу справу Василя Кантеміра переглядали у 1964 році на підставі указу Президії Верховної Ради СРСР "«Про пом'якшення міри покарання особам, які стали на шлях виправлення, засудженим до введення в дію Основ Кримінального Законодавства СРСР і союзних республік до позбавлення волі на строки більше встановлених ст. 23 Основ» від 25.04.1960 р. та у зв'язку з тим, що «Остап» відбув вже більше половини строку засудження. Не зважаючи на позитивну характеристику, надану Василеві Кантеміру адміністрацією Дубравного виправно-трудового табору, Військовий трибунал не вважав за можливе пом'якшити йому міру покарання.
1965 року справу Василя Кантеміра знову переглядали, але безрезультатно. У квітні 1971 року Василь Кантемір, який відбув вже 22 роки та 10 місяців терміну ув'язнення, ставши інвалідом II групи, знову заявив клопотання про зниження строку покарання. Проте, і тоді, не зважаючи на позитивні характеристики та клопотання табірної адміністрації, міру покарання не було пом'якшено.
Термін ув'язнення Василя Кантеміра завершився у березні 1973 року. Достовірно про його подальшу долю відомо мало. За спогадами деяких осіб, Кантемір повернувся на Буковину та намагався осісти у кількох селах, однак у зв'язку з відсутністю дозволу на проживання, змушений був переїхати до Кривого Рогу, де і проживав до самої смерті у середині 1980-х років. Реабілітації не підлягав і залишається не реабілітованим і досі.

### Доля родини Василя Кантеміра
Починаючи з осені 1944 року до дому матері Василя Кантеміра почали приходити бійці винищувального батальйону і червоноармійці та проводити обшуки. З огляду на це, Домна Сопко змушена була перейти на нелегальне становище та переховувалася з лютого 1945 року до березня 1946 року. Спочатку вона поїхала до села Стара Жучка, де її чоловік працював на цукровому заводі, і близько 2 тижнів жила у будинку заводу. Потім вона під видом домашньої працівниці проживала у хаті Миколи Колісника та працювала на його господарстві.
Певний час від репресій захищав молодший брат Василя Кантеміра Георгій, який був призваний до Червоної армії. Сам «Остап» додому не з'являвся, однак постійно цікавився долею матері та намагався допомагати їй, двічі передаючи їй хліб через Василя Ілащука.
23 серпня 1947 року вироком Військового трибуналу військ МВС у Чернівецькій області Домну Сопко було засуджено за ст.20-54-1а Кримінального кодексу УРСР до 7 років таборів без конфіскації майна за відсутністю такого.
12 лютого 1948 року було заарештовано молодшого брата Василя Георгія Кантеміра, якого звинуватили у підтриманні зв'язків з підпіллям, розвідувальній роботі на користь ОУН, закупівлі для підпілля фотоплівки та батарейок для ліхтариків та у тому, що «готувався піти у боївку». 31 березня 1948 року вироком Військового трибуналу Георгія Кантеміра було засуджено до 25 років таборів.